# Giulio Cesare Milani
Giulio Cesare Milani (Bologna, settembre 1629 – Bologna, 13 settembre 1686) è stato un pittore italiano del barocco bolognese.
Nacque a Bologna dove è stato allievo di Simone Cantarini e Flaminio Torri assieme a Lorenzo Pasinelli. Si distinse come "uno de' più bravi allievi" alla scuola del Torri, perfezionandosi tanto "a copiare così eccellentemente le Opere de’ Gran Maestri" quanto a eseguire lavori "di sua invenzione". Egli dipinse lo Sposalizio della Vergine per l'oratorio della confraternita di San Giuseppe a Bologna e Sant'Antonio di Padova che appare al beato Toma abate di Vercelli per la chiesa di Santa Maria del Cestello (sempre nel capoluogo emiliano) ma entrambe queste opere furono disperse a seguito delle soppressioni napoleoniche. Eseguì, poi per la chiesa dei Servi in Bologna una Sacra Famiglia con San Giovanni ed una lunetta con la Vergine che porge l'abito a San Filippo Benizzi.